# ليز فيلدمان
ليز فيلدمان (من مواليد 21 مايو 1977) كوميدية وممثلة ومنتجة وكاتبة أمريكية من أصول يهودية، نشأت في بروكلين في نيويورك. ابتكرت مسلسل نتفليكس الكوميدي المظلم ميت بالنسبة لي والذي عرض لأول مرة في 3 مايو 2019.  وهي مثلية الجنس.

## روابط خارجية
- ليز فيلدمان على موقع IMDb (الإنجليزية)
- ليز فيلدمان على موقع قاعدة بيانات الفيلم (الإنجليزية)